# Rejon olicki
Rejon olicki (lit. Alytaus rajono savivaldybė) – rejon w południowej Litwie.

## Ludność
Według Spisu Ludności z 2001 roku ok. 2,36% (768 osób) populacji rejonu stanowili Polacy.

## Miejscowości
W rejonie olickim są 2 miasta, 3 miasteczka i ponad 420 wsi.
- miasta:
  - Simno (Simnas)
  - Daugi (Daugai)
- miasteczka:
  - Butrymańce (Butrimonys)
  - Krakopol (Krokialaukis)
  - Niemonajcie (Nemunaitis)
- inne większe miejscowości:
  - Mikłusiany (Miklusėnai)
  - Punia (Punia)
  - Łukśniany (Luksnėnai)
  - Wenciuny (Venciūnai)
  - Oława (Alovė)

## Gminy
Terytorium rejonu jest podzielone na 11 gmin (w nawiasie podano ośrodek administracyjny):
- gmina Olita (Alytaus seniūnija, Olita)
- gmina Oława (Alovės seniūnija, Oława)
- gmina Butrymańce (Butrimonių seniūnija, Butrymańce)
- gmina Dougi (Daugų seniūnija, Dougi)
- gmina Krakopol (Krokialaukio seniūnija, Krakopol)
- gmina Mirosław (Miroslavo seniūnija, Mirosław)
- gmina Niemonajcie (Nemunaičio seniūnija, Niemonajcie)
- gmina Piwoszuny (Pivašiūnų seniūnija, Piwoszuny)
- gmina Punia (Punios seniūnija, Punia)
- gmina Rajcieniki (Raitininkų seniūnija, Mekniuny)
- gmina Simno (Simno seniūnija, Simno)